# Signal de Botrange
Signal de Botrange er det højeste punkt i Belgien og befinder sig 694 meter over havet i Hautes Fagnes. Det er toppen af et bredt plateau, og en vej krydser toppen ved siden af en café.
I 1923 blev det seks meter høje Baltia-tårn rejst, så besøgende kunne nå en højde på 700 meter. Et stentårn blev bygget i 1934, hvor toppen af tårnet er 718 meter over havet.
Midt om vinteren er toppen ofte udgangspunkt for mange langrendsruter.
50°30′06″N 6°05′35″Ø / 50.50167°N 6.09306°Ø